# 우리 식구됐어요
《우리 식구됐어요》는 대한민국의 케이블 방송 채널인 엠넷에서 방송되는 텔레비전 프로그램이다. 약칭은 우식구이다.

## 방송 개요
K팝 1세대부터 4세대 아이돌들이 가상 가족이 돼 생활하면서 벌어지는 다양한 에피소드를 그릴 리얼리티 예능 프로그램